# Spielzeug für die Schwächeren
Spielzeug für die Schwächeren ist ein Dokumentarfilm des DEFA-Studios für Dokumentarfilme von Karlheinz Mund aus dem Jahr 1987.

## Handlung
Einmal im Monat gehen die geistig behinderten Jugendlichen einer geschützten Werkstatt in Sonneberg in das Deutsche Spielzeugmuseum im gleichen Ort und liefern ihre selbstgebauten Spielzeuge zum Verkauf. 14 Behinderte arbeiten in dieser Werkstatt und die Filmleute werden sie eine Zeit lang begleiten.
Helene Haeusler, eine ausgebildete Kindergärtnerin und ehemalige Dozentin an der Fachschule für angewandte Kunst Sonneberg, ist zum Zeitpunkt der Aufnahmen 82 Jahre alt. Vor neun Jahren begann sie, gemeinsam mit einer ehemaligen Schülerin, diese Werkstatt aufzubauen. Der Arbeitstag beträgt für die Beschäftigten sechs Stunden und befreit sie für diese Zeit aus ihrer Isolation. Hier fertigen sie unter der Anleitung Helene Haeuslers die von ihr entwickelten therapeutischen Spielzeuge, die auf die individuellen Fähig- und Fertigkeiten der Behinderten zugeschnitten sind.
Bereits vor Jahrzehnten stellte Helene Haeusler Spielsachen her, so auch 1927 die „Heinerle“-Puppe aus Stoff mit weichem Füllmaterial, die auch heute noch großen Anklang bei Kindern finden. Der Kameramann sieht ihr bei der Arbeit zu und lässt sich in ihrer Wohnung die vielen von ihr entwickelten Spielsachen zeigen. Sie vermittelt die harmonische, erfüllte Ausstrahlung ihrer Persönlichkeit, ihren intelligenten Witz und Charme. Auch in den Bildern mit den Kindern, die mit ihren Stofftieren spielen, wird die natürliche Freude, die die Grenzen der häufig vorzufindenden Distanz von Nichtbehinderten zu Behinderten sprengt, sichtbar.

## Produktion und Veröffentlichung
Spielzeug für die Schwächeren wurde von der KAG document unter dem Arbeitstitel Helene Haeusler auf ORWO-Color gedreht.
Die erste nachweisbare Aufführung fand am 8. Januar 1987 in der Reihe Angebote im Berliner Kino Babylon statt. Im 2. Programm des Fernsehens der DDR wurde der Film am 24. Juli 1988 das erste Mal gezeigt.